# 日本永代藏
《日本永代藏》（副題《大福新長者教》；另有中文譯本作《日本致富寶鑒》），日本江戶時代浮世草子作家井原西鶴所作，共六卷，包括三十則短篇。內容以金錢為主題，描寫江戶時期不同商人的故事，有的勤勞節儉、致富成功，有的奢侈淫逸、敗家落魄。作者透過這些故事，以向後人垂鑑經商之道，從而揭示金錢在現實社會的重要性。

## 本書的編撰

《日本永代藏》作者井原西鶴像

《日本永代藏》刊行於1688年（日本元祿元年），作者是井原西鶴，生長於商業重鎮大坂，壯年經商，後來出家為僧，漫遊全國，對商人生活的甘苦相當成熟。他編寫《日本永代藏》一書，目的是列舉商人們興家立業的故事，以向讀者諄諄善誘，勉力經營。據學者錢稻孫所說，《永代藏》這個書名，本意是永久性庫房，傳之久遠的保險櫃，含有永世寶藏之意。正如井原西鶴在本書卷一便介紹了金錢的重要性：「仔細想來，世上不拘甚麼願望，其中仗憑金銀的威光而不能如願以償的，普天之下只有生老病死幾件事，除此而外，再無其他，所以說，可寶貴的再沒有勝得過金銀的了」，故此他在卷六裡，說明自己寫這部書的必要性：「金銀自有所在，傳聞大略如上。為供後人借鑒，書于日本寶帳」，其用意就是把本書視為興家立業的教科書，受益不盡的傳家寶。

## 內容
《日本永代藏》共六卷，每卷包括五則短篇，全書共三十則。其中約三分之二是有關致富成功故事，如卷一第三則提到一名寡婦經常在大坂米市掃起地上的米，後成巨富之家；卷三第一則提到一稱為「箸屋甚兵衞」的人物，每天撿木匠扔掉的碎木料，做成筷子後出售，漸次發跡；卷二第四則提到一名捕鯨漁民，研究出鯨魚保鮮法而致富。這些都是憑籍勤勞、節儉、才智而智富的例子。
本書亦約有三分之一故事是有關破產失敗，如卷一第二則提到某富商的兒子繼承家業後，因迷戀女色而傾家蕩產；卷四第四敗記一個開茶莊而發財的商人，見利忘義，把煮過的茶根當茶葉賣，後來更發瘋而死去。這些是因驕奢淫樂或不正直而事業失敗的例子。

## 文學成就
學者謝六逸認為，井原西鶴寫了一系列以經濟為題材的作品（除《日本永代藏》外，另外有《世間胸算用》、《本朝町人鑑》等書），在世界的文壇裡是不常見的，能寫得好的更少，在日本除了井原西鶴，已沒有別人了。
另外，學者申非指出井原西鶴的作品以城市庶民生活為題材，所以其作品中一定程度上汲取了民眾生活中的生動口語，但又帶有古代文言的影響，因此《日本永代藏》保存了一些古代文言的痕跡。

## 外部連結
- （日語）.   [2008-08-02]. （原始内容存档于2016-09-25）.
- （中文）. （原始内容存档于2004-08-13）.